# Haroldia mendocina
 Haroldia mendocina  (Cabrera) Bonif., 2009 è una specie di piante angiosperme dicotiledoni della famiglia delle Asteraceae, sottofamiglia Asteroideae,  tribù Astereae (Basal grade) e sottotribù Chiliotrichinae.  Haroldia mendocina è anche l'unica specie del genere  Haroldia  Bonif., 2009.

## Etimologia
Il nome generico (Haroldia) è una dedica al botanico Harold Robinson che ha dato notevoli contributi alla tassonomia e alla sistematica delle Compositae. L'epiteto specifico (mendocina) si riferisce all'area geografica in cui si è trovato l'esemplare tipo.
Il nome scientifico della specie è stato definito dai botanici Angel Lulio Cabrera (1908-1999) e José Mauricio Bonifacino nella pubblicazione " Smithsonian Contributions to Botany. Washington, DC" ( Smithsonian Contr. Bot. 92: 50) del 2009. Il nome scientifico del genere è stato definito nella stessa pubblicazione.

## Descrizione
Portamento. Le specie di questa voce ha un habitus di tipo arbustivo globoso.
Fusto. La parte aerea in genere è eretta e densamente ramificata. I rami hanno 6 - 8 coste con diverse ghiandole e tricomi vescicolari capitati.
Foglie. Le foglie, persistenti, sono disposte in modo lasso e alternato. Le foglie, picciolate, solitamente ridotte verso l'apice, con forme da strettamente ellittiche a strettamente ovate, con base attenuata e margini revoluti, sono coriacee e di tipo ericoide. La superficie abassiale è densamente tomentosa.
Infiorescenza. Le sinflorescenze sono sia scapose (capolini solitari). Le infiorescenze vere e proprie sono composte da un capolino terminale peduncolato di tipo radiato con fiori spesso eterogami. I capolini sono formati da un involucro, con forme campanulate, composto da diverse brattee, al cui interno un ricettacolo fa da base ai fiori di due tipi: fiori del raggio e fiori del disco. Le brattee, con forme da lineari-triangolari a oblunghe, apici acuti con tricomi capitati vescicolari ghiandolari, margini membranacei e a consistenza erbacea, sono disposte in modo più o meno embricato su 2 - 3 serie. Il ricettacolo è provvisto di pagliette da a protezione della base dei fiori; la forma è leggermente convessa. Le pagliette hanno delle forme da lineari a strettamente ellittiche con apice subulato e rigido; inoltre sono abbraccianti gli acheni. 
Fiori.  I fiori (40 circa per capolino) sono tetra-ciclici (formati cioè da 4 verticilli: calice – corolla – androceo – gineceo) e pentameri (calice e corolla formati da 5 elementi). Si distinguono in:
- fiori del raggio (esterni): sono più o men 9 e sono femminili con forme ligulate (struttura zigomorfa); sono presenti degli staminoidi;
- fiori del disco (centrali): (da 21 a 30) sono più numerosi con forme tubulose (attinomorfe); sono ermafroditi o (raramente) funzionalmente maschili.

- Formula fiorale:

*/x K {\displaystyle \infty }, [C (5), A (5)], G 2 (infero), achenio
- Calice: i sepali del calice sono ridotti ad una coroncina di squame.

- Corolla: 
  - fiori del raggio: la forma della corolla alla base è più o meno tubulosa-imbutiforme, mentre all'apice è ligulata; la ligula può terminare trilobata con forme ellittiche; il colore è giallo;
  - fiori del disco: la forma è tubulare bruscamente divaricata in 5 lobi (alla base sono presenti delle nervature spesse); i lobi, patenti o eretti, hanno una forma triangolare; il colore è giallo

- Androceo: l'androceo è formato da 5 stami sorretti da filamenti generalmente liberi; gli stami sono connati e formano un manicotto circondante lo stilo; le teche (produttrici del polline) alla base sono ottuse ma non sagittate; le appendici apicali delle antere hanno delle forme piatte e lanceolate; il tessuto endoteciale (rivestimento interno dell'antera) è quasi sempre polarizzato (con due superfici distinte: una verso l'esterno e una verso l'interno). Il polline è sferico con un diametro medio di circa 25 micron;  è tricolporato (con tre aperture sia di tipo a fessura che tipo isodiametrica o poro) ed è echinato (con punte sporgenti).[10][13]

- Gineceo: l'ovario è infero uniloculare formato da 2 carpelli.[6] Lo stilo (il recettore del polline) è profondamente bifido (con due stigmi divergenti) e con le linee stigmatiche marginali separate (alla base è rigonfio).[14] I due bracci dello stilo hanno una forma ovato-oblunga con apice acuto e possono essere papillosi o ricoperti da ciuffi di peli.

Frutti. I frutti sono degli acheni con pappo; in alcune specie è presente un certo dimorfismo (gli acheni dei fiori del raggio differiscono dagli acheni dei fiori del disco);
- achenio: gli acheni, con forme strettamente obovate e compresse, hanno da 4 a 6 nervature laterali; la superficie è punteggiata di ghiandole; la parete dell'achenio è formata da celle contenenti rafidi ma prive di fitomelanina; il carpoforo normalmente è anulare; le setole con punte a forma di ancora non sono presenti;
- pappo: il pappo è formato da una serie di scaglie/squame ovato-triangolari grossolane e connate.

## Biologia
Impollinazione: tramite insetti (impollinazione entomogama tramite farfalle diurne e notturne).

Riproduzione: la fecondazione avviene fondamentalmente tramite l'impollinazione dei fiori.

Dispersione: i semi cadono a terra e vengono dispersi soprattutto da insetti come formiche (disseminazione mirmecoria). Un altro tipo di dispersione è zoocoria: gli uncini delle brattee dell'involucro (se presenti) si agganciano ai peli degli animali di passaggio che portano così i semi anche su lunghe distanze. Inoltre per merito del pappo il vento può trasportare i semi anche per alcuni chilometri (disseminazione anemocora).

## Distribuzione e habitat
La specie di questa voce è distribuita in Argentina (nord - ovest).

## Sistematica
La famiglia di appartenenza di questa voce (Asteraceae o Compositae, nomen conservandum) probabilmente originaria del Sud America, è la più numerosa del mondo vegetale, comprende oltre 23.000 specie distribuite su 1.535 generi, oppure 22.750 specie e 1.530 generi secondo altre fonti (una delle checklist più aggiornata elenca fino a 1.679 generi). La famiglia attualmente (2021) è divisa in 16 sottofamiglie; la sottofamiglia Asteroideae è una di queste e rappresenta l'evoluzione più recente di tutta la famiglia.

### Filogenesi
La tribù Astereae (una delle 21 tribù della sottofamiglia Asteroideae) comprende circa 40 sottotribù. In base alle ultime ricerche nella tribù sono stati individuati (provvisoriamente) 5 principali lignaggi:
- Basal grade: include alcuni generi isolati, il gruppo "South American-Oceania",  alcune sottotribù africane e il gruppo dei generi legnosi del Madagascar.
- Bellis lineage: comprende le sottotribù eurasiatiche e una sottotribù africana.
- Aster lineage: include i generi asiatici di Asterinae e i principali gruppi dell'Australia e dell'Oceania.
- Baccharis lineage: include alcuni gruppi sudamericani.
- North American lineage: include la vasta gamma di sottotribù del Nordamerica, Messico e alcuni gruppi distribuiti nel Sudamerica.

Il genere Haroldia (insieme alla sottotribù Chiliotrichinae) è incluso nel lignaggio "Basal grade". In particolare fa parte del sottogruppo relativo agli areali del Sudamerica. Le specie di questo gruppo sono caratterizzate da un livello di ploidia 2x o 4x. La sottotribù è suddivisa in tre cladi (o gruppi): Chiliotrichum clade - Nardophyllum clade - Llerasia clade. Il genere Haroldia è incluso nel clade "Llerasia" insieme ai generi Ocyroe - Llerasia. Questi generi condividono le seguenti caratteristiche morfologiche: il pappo di setole affusolate, le corolle con pubescenze ghiandolari nella porzione centrale del tubo compreso un rigonfiamento globoso non visibile alla base del tubo, le antere con alla base un colletto sclerificato e rami dello stilo lunghi e acuti. Il genere Haroldia risulta in posizione intermedia tra i cladi Llerasia e Nardophyllum e comunque più vicino al clade Llerasia.
I caratteri distintivi della specie  Haroldia mendocina sono:
- i capolini sono del tipo radiato eterogamo con involucri campanulati;
- le pagliette del ricettacolo sono subulate e rigide verso l'apice;
- le venature della corolla sono più spesse alla base;
- le scaglie del pappo sono grossolane e connate.

### Sinonimi
Sono elencati alcuni sinonimi per questa entità:
- Chiliotrichiopsis mendocina Cabrera